# Spoorlijn 136A
Spoorlijn 136A was een Belgische spoorlijn van Senzeille via Florennes naar Ermeton-sur-Biert.

## Geschiedenis
De enkelsporige lijn tussen Philippeville en Florennes is in 1854 in gebruik genomen. In 1895 werd de lijn verlengd naar Ermeton en in 1908 naar Senzeille. Tussen de aftakking Froidmont en Florennes liep de lijn parallel aan de enkelsporige lijn 136 waardoor dit gedeelte in praktijk dubbelsporig was.
Het reizigersverkeer is opgeheven tussen 1954 en 1962. Na 1954 is ook het goederenverkeer stapsgewijs beëindigd. Thans is de gehele spoorlijn opgebroken. De oude spoorbedding is nu een wandelpad met uitzondering van het gedeelte tussen Neuville-Nord en Jamagne dat nu onderdeel is van spoorlijn 132.

## Aansluitingen
In de volgende plaatsen was er een aansluiting op de volgende spoorlijnen:
Senzeille
Spoorlijn 132 tussen La Sambre en Treignes
Y Froidmont
Spoorlijn 136 tussen Walcourt en Florennes-Centraal
Florennes-Centraal
Spoorlijn 136 tussen Walcourt en Florennes-Centraal
Spoorlijn 138 tussen Walcourt en Florennes-Centraal
Spoorlijn 138A tussen Florennes-Centraal en Doische
Y Stave
Spoorlijn 138 tussen Walcourt en Florennes-Centraal
Ermeton-sur-Biert
Spoorlijn 150 tussen Tamines en Jemelle